# Carl Biörnberg (1735–1790)
Carl Biörnberg, född 27 april 1735, död 9 september 1790, var en svensk friherre och militär. Han var son till militären och politikern Carl Biörnberg (1696-1775).
Biörnberg var regementskvartermästare vid änkedrottningens livregemente 1772, sekundmajor 1780 och direktör för arméns pensionskassa. Han var fagottist och medlem av Utile Dulci och Par Bricole samt grundare av Coldinuorden i Sverige. Biörnberg invaldes som ledamot nr 25 av Kungliga Musikaliska Akademien den 11 mars 1772.